# Dobri doł (obwód Warna)
Dobri doł (bułg. Добри дол) – wieś w północno-wschodniej Bułgarii, w obwodzie Warna, w gminie Awren. Według danych Narodowego Instytutu Statystycznego, 31 grudnia 2012 roku wieś liczyła 19 mieszkańców.